# Rob Been sr.
Rob Been sr. (Amsterdam, 1930) is een Nederlands voormalig voetballer en sportbestuurder, vooral bekend om zijn langdurige betrokkenheid bij AFC Ajax.

## Vroege leven en spelerscarrière
Geboren in de Van Woustraat in Amsterdam, trad Been sr. op elfjarige leeftijd toe tot de jeugdopleiding van Ajax. In 1953 maakte hij zijn enige optreden in het eerste elftal tijdens een wedstrijd tegen DOS, waarin hij Rinus Michels verving.

## Bestuurlijke loopbaan bij Ajax
Na zijn actieve spelerscarrière bekleedde Been sr. diverse bestuurlijke functies binnen Ajax. Als wedstrijdsecretaris in de jaren zeventig en tachtig speelde hij een cruciale rol in het aantrekken van jonge talenten zoals Frank Rijkaard, Wim Kieft, Gerald Vanenburg en Marco van Basten. Vanaf het seizoen 1978/79 begon Ajax 14- tot 16-jarige spelers te scouten bij amateurclubs, een taak die Been sr. op zich nam.
In 2011 was Been sr. betrokken bij een belangrijke raadsvergadering van Ajax, waarbij de terugkeer van Louis van Gaal als algemeen directeur werd besproken.

## Lidmaatschappen en erkenningen
In januari 2023 werd Been sr. gehuldigd voor zijn 80-jarig lidmaatschap bij Ajax. Tijdens de nieuwjaarsreceptie ontving hij een cadeau uit handen van bestuursraadvoorzitter Frank Eijken ter ere van dit jubileum.
Als erelid van de club maakt Been sr. deel uit van het College van Ereleden, een groep die betrokken is bij het voordragen van nieuwe bestuursleden voor de Bestuursraad van Ajax.

## Persoonlijk leven
Rob Been sr. is de vader van Rob Been jr., die eveneens actief is geweest binnen Ajax als speler en bestuurder.